# 홍기거

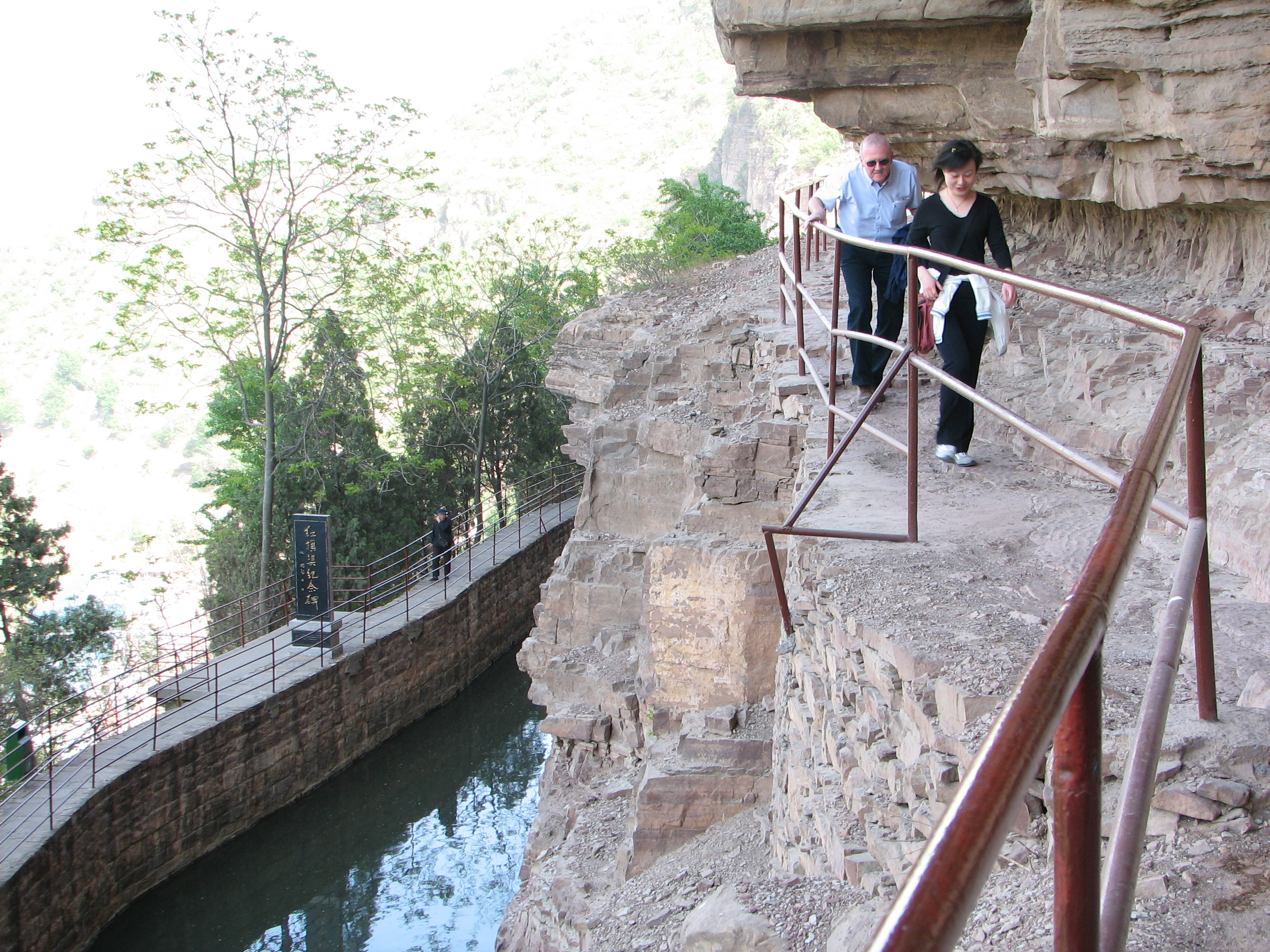

홍기거(紅旗渠)는 중화인민공화국시대에 지어진 관개용 운하로, 수많은 산을 수작업으로 깎아서 만들었다.

## 같이 보기
- 두장옌
- 대운하